# Хабаров, Михаил Валентинович
Михаи́л Валенти́нович Хаба́ров (род. 12 марта 1971, Златоуст, Челябинская область, СССР) — российский предприниматель и управленец. 
Председатель совета директоров УК «Альфа-Капитал» (2014—2017, под его руководством признана лучшей «Управляющей компанией 2017 года»).
Первый заместитель Президента, Председателя Правления, Главный исполнительный директор национального банка «Траст», который был создан в рамках деятельности Центрального банка РФ по оздоровлению банковской системы.

## Биография
Родился в городе Златоуст Челябинской области 12 марта 1971 года.
После школы поступил в Московский институт стали и сплавов (в настоящее время Национальный исследовательский технологический университет «МИСиС»), который окончил в 1993 году с дипломом инженера по автоматизации металлургического производства. В настоящее время входит в попечительский совет данного ВУЗа.
В 1994 году прошел обучение в Высшей коммерческой школе при Министерстве внешнеэкономических связей по специальности экономическое, финансовое право. 
В 1998 году продолжил образование в Соединенных Штатах, где в 2001 году получил степень MBA в Университете Пеппердайна (Калифорния, США). «Я подумал, что кризис — идеальный момент, чтобы поучиться за рубежом, и мы уехали в Калифорнию: я получал экономический MBA, жена изучала маркетинг» — вспоминает Михаил Хабаров в интервью журналу Сноб..

## Профессиональная деятельность

### Инкомбанк и Магнитка
В 1994 году, после окончания МИСиС начал работать менеджером по черной металлургии в Инкомбанке. В 1996 году стал заместителем гендиректора по инвестициям и стратегическому развитию ОАО «Магнитогорская сталь».

### Группа Allianz
В 2001 году, после обучения в Pepperdine University принят на должность директора департамента стратегического развития страховой компании РОСНО, а в ноябре 2003 года стал финансовым директором компании. В этот период акционерами РОСНО являлись международная финансово-страховая группа Allianz AG и российская АФК Система (сегодня компания полностью принадлежит группе Allianz и переименована в СК «Альянс»).
В 2005 году продолжил карьеру в Allianz как CEO компании Альянс-РОСНО Управление активами, образованной путем слияния компаний Дойчер Инвестмент Траст и Система Инвестиментс. Впоследствии компания также полностью перешла под контроль Allianz.

### Альфа-Групп
В 2006—2014 годы руководил инвестиционными структурами консорциума Альфа-Групп. В период с сентября 2006 по октябрь 2010 года работал Генеральным директором и Председателем Правления Управляющей компании «Альфа-Капитал». До 2017 года занимал пост Председателя Совета Директоров Альфа-Капитал.
В 2017 году Альфа-Капитал была признана лучшей «Управляющей компанией года» по версии SPEAR’S Russia Wealth Management Awards 2017, ежегодно объявляющей лучших представителе индустрии private banking и wealth management (PBWM). Михаил Хабаров отмечен специальной премией — «Легенда индустрии», которой отмечаются владельцы бизнеса и топ-менеджеры, оказавшее значительное влияние на развитие рынка управления активами.
По итогам 2019 года, по данным компании, суммарный объем активов под управлением Альфа-Капитал составил 442 млрд рублей. 
В настоящее время[когда?]

 Михаил Хабаров является совладельцем компании и входит в её совет директоров. 
С ноября 2008 года до декабря 2014 года занимал пост президента инвестиционной компании «А1». В это же время входил в состав Наблюдательного совета «Альфа-Групп». 
В 2013 году получил премию «Аристос» в номинации «Лучший высший руководитель».

«В то время, когда Хабаров возглавлял А1, компания заняла ведущие позиции в инвестиционной сфере, в том числе благодаря его способностям находить перспективные проекты и доводить их до конца несмотря на все сложности» 
—  Андрей Елинсон, управляющий партнёр А1, интервью газете «Ведомости»

## Деловые Линии
В 2015 году стал партнером и председателем совета директоров транспортно-логистической компании Деловые Линии, сообщали СМИ. 
В 2016 году, как представитель компании, сообщал журнал Форбс, Хабаров вошел в правление Российского союза промышленников и предпринимателей (РСПП).
Согласно рейтингу РБК, по итогам 2016 года Деловые линии вошли число 50 наиболее быстрорастущих компаний России. В августе 2017 года мажоритарный акционер Деловых Линий Александр Богатиков в одностороннем порядке прекратил сотрудничество с Михаилом Хабаровым, сообщали СМИ. Хабаров обратился в LCIA (London Court of International Arbitration) с иском о компенсации в связи с нарушением соглашений, заключенных между ним и Богатиковым. В январе 2020 LCIA признал справедливость его требований к бывшему партнеру и обязал ответчика выплатить Михаилу Хабарову 58 млн долларов.
В 2021 году Хабаров был обвинен в хищении почти 842 миллиона рублей у Богатикова. Вину не признаёт.
В декабре 2021 года генеральная прокуратура не утвердила обвинительное заключение по делу Михаила Хабарова. Надзор заключил, что расследование было проведено неполно, а обвинение не соответствует материалам уголовного дела.
С 20 марта 2022 года домашний арест Хабарова был отменён.

## Банк непрофильных активов (Банк «Траст»)
В мае 2019 года был назначен на должность главного исполнительного директора (CEO) Банка непрофильных активов (Банк «Траст», ПАО), финансового института с мажоритарным государственным участием. О создании на базе Траста Банка непрофильных активов ЦБ РФ объявил в апреле 2018 года. На его баланс были переданы непрофильные активы санируемых банков через Фонд консолидации банковского сектора (ФКБС). Объем переданных активов превышал 2 трлн рублей. Приоритеты структуры — управление активами с целью увеличения их стоимости и последующей реализации. Планировалось, что работа с активами даст возможность государству компенсировать ресурсы, потраченные на санацию крупных банковских организаций.
По оценкам S&P, деятельность Банка непрофильных активов позволила сократить общий объем проблемных кредитов в банковской системе, примерно на 16 % в абсолютном выражении.

«Мы положительно оцениваем выполнение банком взятых на себя обязательств по возврату денежных средств акционеру. Погашение задолженности перед Банком России осуществляется досрочно».
— Ксения Юдаева, первый заместитель председателя Центрального банка России, по поводу итогов деятельности Банка за 2019 год
В апреле 2020 года в интервью агентству Bloomberg Михаил Хабаров спрогнозировал существенный рост проблемных активов в российской экономике и высказал мнение о возможности создания постоянно действующего института по консолидации и работе с такими активами на базе БНА.

## Профессиональные премии
- 2013 год — Премия «Аристос» в номинации «Лучший высший руководитель»[13]. Премия учреждена Ассоциацией Менеджеров и ИД «Коммерсантъ» и присуждается лидерам ежегодного рейтинга, который публикуется в газете «Коммерсантъ».
- 2017 год — Премия SPEAR’S Russia Wealth Management Awards в номинации «Легенда индустрии»[30]. Премия присуждается топ-менеджерам и владельцам бизнеса, оказавшим значительное влияние на развитие индустрии private banking и wealth management.

## Личная жизнь
C 1993 года женат на Ольге Хабаровой, в семье две дочери и сын.